# Julie Condra
Julie Condra, parfois créditée sous les noms de Julie Douglas, Julie Condra Douglas ou Julie Dacascos, est une actrice américaine née le 1er décembre 1970 à Ballinger (Texas).

## Biographie
Elle commence sa carrière d'actrice dès l'âge de neuf ans, en participant à une pub locale de San Antonio (Texas). 6 ans plus tard, elle apparaît dans des défilés de mode et très vite s'installera à Los Angeles. 
Elle a à peine 16 ans. Sa mère prendra rapidement le rôle de son agent et Julie participe à différents films et séries télé (Parker Lewis ne perd jamais, Mariés, deux enfants...).
Elle a un frère nommé Jeff. Mariée un temps avec Brandon Douglas (1992-1995), elle rencontre Mark Dacascos en 1995 au cours du tournage du film Crying Freeman et l'épouse trois ans plus tard. Ensemble, ils ont trois enfants : deux garçons (Makoalani et Kapono) et une fille (Noelani).

## Filmographie partielle

### Cinéma
- 1985: The Legend of Billie Jean : ??
- 1992 : Gas, Food Lodging d'Allison Anders
- 1995: Crying Freeman de Christophe Gans : Emu O'Hara
- 1999: Screw Loose d'Ezio Greggio : Barbara Collier
- 2001: Un père trop célèbre (Michael Landon, the Father I Knew) : Cindy Landon
- 2005: Junior Pilot : Marge

### Télévision
| Année | Série                       | Rôle                  | Saison(s) | Épisode(s)                       |
| ----- | --------------------------- | --------------------- | --------- | -------------------------------- |
| 1984  | Santa Barbara               | Emily DiNapoli Hughes | 01        | ??                               |
| 1986  | Madame est servie           | Susie                 | 03        | 16                               |
| 1988  | Mariés, deux enfants        | Becky                 | 03        | 12                               |
| 1990  | Parker Lewis ne perd jamais | Donna Sue Horton      | 01        | 03 & 11.                         |
| 1990  | Les Années coup de cœur     | Madeline              | 04        | 2,5,11 & 12.                     |
| 1991  | Marshall et Simon           | Syndi Teller          | 01        | 1-3; 5 ;7-10; 12 ;14-15;16 & 19. |
| 1994  | Code Lisa                   | Rachel                | 02        | 08                               |
| 1995  | Walker, Texas Ranger        | Leann Singer          | 04        | 20                               |
| 1995  | Diagnostic : Meurtre        | Heather Michaels      | 03        | 18                               |
| 1995  | Danielle Steel: Naissances  | Barbara               |           |                                  |
| 1996  | Viper                       | Grace Mayfield        | 02        | 13                               |
| 1996  | Code Lisa                   | Brenda                | 04        | 15                               |

## Distinctions
- Young Artist Award pour 
 Santa Barbara (1984)